# Antonio Silio
Antonio Fabián Silio Alaguire (Nogoyá, 9 maggio 1966) è un ex mezzofondista e maratoneta argentino, detentore del record sudamericano dei 5000 metri piani indoor.

## Biografia
Ha gareggiato in tre edizioni dei Mondiali di atletica leggera (1991-1995), correndo nei 10000 metri piani.
Ha vinto la medaglia di bronzo nei 5000 metri piani ai Giochi panamericani del 1991 a L'Avana. Ha anche vinto l'edizione 1995 della Maratona di Amburgo, segnando il tempo di 2h09'57".
Ad inizio carriera ha vinto diverse medaglie ai campionati sudamericani di corsa campestre: un argento nel 1987, un oro nel 1988 e un bronzo nel 1989.
Nel 1990 e nel 1995 ha vinto il Trofeo Sant'Agata, a Catania, gara di fondo su strada.

## Palmarès
| Anno | Manifestazione             | Sede          | Evento        | Risultato | Prestazione | Note             |
| ---- | -------------------------- | ------------- | ------------- | --------- | ----------- | ---------------- |
| 1986 | Giochi sudamericani        | Santiago      | 5000 m piani  | Bronzo    |             |                  |
| 1987 | Giochi panamericani        | Indianapolis  | 5000 m piani  | 6º        | 14'13"44    |                  |
| 1991 | Giochi panamericani        | L'Avana       | 5000 m piani  | Bronzo    | 13'45"15    |                  |
| 1991 | Mondiali                   | Tokyo         | 10000 m piani | Batteria  | dnf         |                  |
| 1992 | Giochi olimpici            | Barcellona    | 10000 m piani | 18º       | 28'55"20    |                  |
| 1992 | Mondiali di mezza maratona | Newcastle     | Individuale   | Argento   | 1h00'40"    |                  |
| 1993 | Mondiali                   | Stoccarda     | 10000 m piani | 8º        | 28'36"88    |                  |
| 1993 | Mondiali di mezza maratona | Bruxelles     | Individuale   | 6º        | 1h01'35"    |                  |
| 1995 | Giochi panamericani        | Mar del Plata | 10000 m piani | 7º        | 29'44"61    |                  |
| 1995 | Mondiali                   | Göteborg      | 10000 m piani | Batteria  | dnf         |                  |
| 1996 | Giochi olimpici            | Atlanta       | Maratona      | dnf       | dnf         |                  |
| 1998 | Mondiali di mezza maratona | Zurigo        | Individuale   | 6º        | 1h00'45"    | Record nazionale |
| 1999 | Giochi panamericani        | Winnipeg      | 10000 m piani | dnf       | dnf         |                  |

## Altre competizioni internazionali
1990
- Argento al Memorial Van Damme ( Bruxelles), 10000 m piani - 28'05"71
- Oro al Trofeo Sant'Agata ( Catania)

1991
- 8º al Golden Gala ( Roma), 5000 m piani - 13'19"64

1992
- 4º al Memorial Van Damme ( Bruxelles), 10000 m piani - 27'59"11
- 14º ai Bislett Games ( Oslo), 10000 m piani - 28'02"00

1993
- 7º al Memorial Van Damme ( Bruxelles), 10000 m piani - 27'38"72

1994
- Argento in Coppa del mondo ( Londra), 10000 m piani - 28'16"54
- 12º al Memorial Van Damme ( Bruxelles), 10000 m piani - 28'02"40
- 7º all'Athletissima ( Losanna), 10000 m piani - 28'32"oo
- 17º al Golden Gala ( Roma), 5000 m piani - 13'38"56

1995
- Oro alla Maratona di Amburgo ( Amburgo) - 2h09'57"
- Oro al Trofeo Sant'Agata ( Catania)